# نظام غذائي سكارسديل
إن نظام الغذائي سكارسديل هو نظام غذائي مرن مصمم لفقدان الوزن الذي ابتكرته في السبعينيات هيرمان ترنووير، والذي تم تسميته للمدينة في نيويورك حيث كان يمارس طب القلب، كما هو موضح في كتاب النظام الغذائي الطبي الكامل سكارسديل بالإضافة إلى برنامج دكتور تارنور مدى الحياة الحفاظ على النحافة، كتبه تارنور مع مؤلف كتب المساعدة الذاتية، سام سنكلير بيكر. النظام الغذائي يحمل مخاطر صحية محتملة وليس غرس نوع من عادات الأكل الصحية اللازمة لفقدان الوزن المستدام.
النظام الغذائي يشبه النظام الغذائي لدى آتكنز في الدعوة إلى نسبة عالية من البروتين والدهون المنخفضة والكربوهيدرات المنخفضة، لكنه يركز أيضًا على الفواكه والخضروات. قد تزيد نسبة الدهون المرتفعة في النظام الغذائي من خطر الإصابة بأمراض القلب. يمكن للأشخاص الذين يتبعون النظام الغذائي أن يفقدوا وزنًا كبيرًا في البداية، ولكن هذه الخسارة لا تكون دائمًا أفضل من تقييد السعرات الحرارية العادية.

## النشر
نُشِر الكتاب أصلاً في عام 1978 وحصل على دفعة غير متوقعة في المبيعات الشعبية عندما قُتل مؤلفها، هيرمان تارنور، في عام 1980 على يد عشيقته المقفلة جان هاريس. استُخدم فيلم صنع ضد جان هاريس من أجل التلفاز، عن القتل السيئ السمعة، وتم بثه في عام 1981. تم تصوير جان هاريس بواسطة إلين بورستين.